# 469

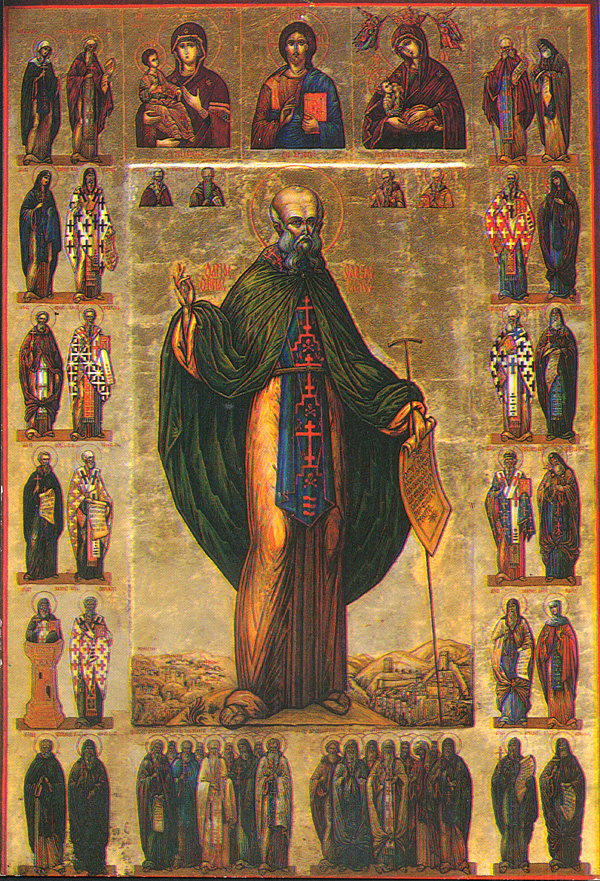
Sabbas van Jeruzalem

Het jaar 469 is het 69e jaar in de 5e eeuw volgens de christelijke jaartelling.

## Gebeurtenissen

### Europa
- De Gallo-Romeinen onder bevel van Syagrius verslaan met steun van de Franken de opstandige Saksen die zich langs de Loire hebben gevestigd.
- Koning Gundioc breidt het Bourgondische Rijk verder uit tot voorbij Langres (Grand Est) en in de omgeving van Solothurn (Zwitserland).
- Flavius Magnus, Romeins senator van Narbonne, wordt benoemd tot praefectus van Gallië. Hij is verantwoordelijk voor het bestuur van de provincie.
- Theodemund wordt gekroond als koning van de Sueben in Gallaecia (Noord-Spanje). (waarschijnlijke datum)
- Miletius wordt gekozen tot bisschop van Trier (469-476) en neemt het ambt over van Volusianus.

### Balkan
- Slag aan de Bolia: De Ostrogoten onder leiding van koning Theodomir en zijn broer Vidimir verslaan in de Karpaten een bondgenootschap van Gepiden, Herulen en Skiren. Tijdens de veldslag neemt de 15-jarige Theodorik deel aan de gevechten.

### Italië
- Flavius Marcianus en Flavius Zeno worden door de Senaat gekozen tot consul van het Imperium Romanum.
- Tonantius Ferreolus verblijft in Rome en wordt lid van een delegatie die pleit voor de Gallo-Romeinse elite.

## Religie
- Sabbas van Jeruzalem trekt zich terug als kluizenaar en wijdt zijn leven aan gebed en handenarbeid.

## Overleden
- Dengizich, laatste koning van de Hunnen
- Hydatius, bisschop en kroniekenschrijver